# 155215 Vámostibor
155215 Vámostibor è un asteroide della fascia principale. Scoperto nel 2005, presenta un'orbita caratterizzata da un semiasse maggiore pari a 2,4531447 au e da un'eccentricità di 0,1721941, inclinata di 3,85774° rispetto all'eclittica.